# Thomas Schippers
Thomas Schippers (Portage (Michigan), 9 maart 1930 - New York, 16 december 1977) was een Amerikaans dirigent. Hij stond vooral bekend om zijn prestaties op het gebied van de opera.

## Biografie
Schippers was van Nederlandse komaf. Zijn vader was vertegenwoordiger bij de Westinghouse Electric Company. Hij begon met pianospelen op 4-jarige leeftijd. Nadat hij op zijn 13e zijn highschooldiploma behaalde, ging hij studeren aan het Curtis Institute en de Juilliard School.
Schippers maakte zijn debuut bij de New York City Opera toen hij 21 was en bij de Metropolitan Opera op zijn 23e. Hij leidde wereldpremières van bekend geworden werken van Gian Carlo Menotti en Samuel Barber. Hij dirigeerde in alle belangrijke operahuizen van de Verenigde Staten en Europa, waaronder de Metropolitan Opera en La Scala. Met Menotti richtte hij in Italië het Festival van Spoleto op. Hij zei eens dat zijn ideale orkest zou moeten bestaan uit "een derde Italiaanse musici vanwege hun lijn, een derde Joods voor hun klank en een vleugje Duitsers voor hun betrouwbaarheid."
Schippers dirigeerde vaak de New York Philharmonic en het Chicago Symphony Orchestra en maakte vele opnamen met deze orkesten. In 1970 werd hij vaste dirigent van het Cincinnati Symphony Orchestra, waarbij hij zijn voorganger bij de Metropolitan Opera Max Rudolf opvolgde. Hij maakte verscheidene opnamen en werkte gestaag aan de internationale reputatie van dit orkest, maar zijn carrière eindigde vroegtijdig toen hij stierf aan longkanker op 47-jarige leeftijd in New York. In de muur op het plein voor de Dom van Spoleto is een gedenksteen ingemetseld die vermeldt dat daar de as van Thomas Schippers wordt bewaard.
Gedurende de jaren 1970 was hij ook chef-dirigent van het Orchestra dell'Accademia Nazionale di Santa Cecilia. Hij maakte vele operaopnamen. Geleidelijk komen live-opnamen van zijn uitvoeringen beschikbaar op cd.

## Persoonlijk
Hoewel hij homoseksueel was, trouwde Schippers in 1965 met Elaine Lane "Nonie" Phipps (1939-1973).. Zij was erfgename van het fortuin van de Grace-scheepvaartmaatschappij en een dochter van de bekende Amerikaanse polospeler Michael Grace Phipps. Ze stierf aan kanker in 1973, 4 jaar voor Schippers zelf.
Volgens operakenner John Louis DiGaetani had Schippers een langdurige amoureuze relatie met de componist Gian Carlo Menotti. Volgens een biografie van Leonard Bernstein zou Schippers ook met Bernstein intieme relaties onderhouden hebben.